# Ribes setchuense
Ribes setchuense är en ripsväxtart som beskrevs av Eduard von Glinka Janczewski. Ribes setchuense ingår i släktet ripsar, och familjen ripsväxter. Inga underarter finns listade i Catalogue of Life.